# 콜로아느섬

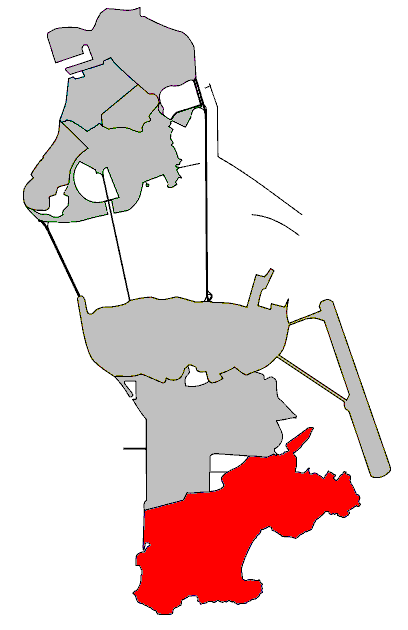
콜로아느의 위치

콜로아느섬(포르투갈어: Coloane, Ilha de Coloane) 또는 뤼환섬(중국어 정체자: 路環島, 병음: Lùhuán Dǎo, 한국어: 노환도)은 마카오에 있는 2개의 큰 섬 가운데 하나로 면적은 8.07km2이다. 행정 구역상으로는 상프란시스쿠샤비에르 당구(포르투갈어: Freguesia de São Francisco Xavier 프레게지아 드 상프란시스쿠샤비에르[*]) 또는 성팡지거 당구(중국어 정체자: 聖方濟各堂區, 병음: Shèngfāngjìgè Tángqū, 한국어: 성방제각 당구)를 형성한다.
타이파섬 남쪽과 중화인민공화국 광둥성 주하이시 헝친섬(横琴島, 횡금도) 동쪽에 위치한다. 광둥어 이름인 "가우오우산"(九澳山, 구오산), "임추완"(鹽灶灣, 염조만)으로 알려져 있으며 포르투갈어 이름인 "콜로아느"(Coloane)는 광둥어 이름인 "궈로우환"(過路環, 과로환)에서 유래된 것으로 추정된다.
마카오반도에서 5.6km 정도 떨어져 있으며 타이파섬과는 노당 연관 공로(Estrada do Istmo)와 연결되어 있다. 이들 섬은 바다를 매립하여 건설된 다리와 연결되어 있는데 코타이는 타이파섬과 콜로아느섬 사이에 건설된 신도시이다.

## 같이 보기
- 뤼환춘